# كلفرتون (تشيشير)
كلفرتون (بالإنجليزية: Claverton, Cheshire)‏ هي قرية وأبرشية مدنية تقع في المملكة المتحدة في إنجلترا. يقدر عدد سكانها بـ 7 نسمة .